# City of Cape May
City of Cape May, comunament Cape May, és una ciutat de l'estat dels Estats Units de Nova Jersey. Es troba a la punta sud de la península de Cape May al comtat de Cape May, allà on la badia de Delaware es troba amb l'Oceà Atlàntic. És una de les destinacions turístiques de l'estat de Nova Jersey, forma part de la zona d'estadística metropolitana de la ciutat d'Ocean City (Nova Jersey). En el cens de 2010 tenia 3.607 habitants. A l'estiu, la població de Cape May arriba a ser de 40.000-50.000 habitants. Tota la ciutat de Cape May està designada com el Cape May Historic District, un National Historic Landmark degut a la seva concentració d'edificis pertanyents a l'estil de l'arquitectura victoriana.

## Història

Cape May

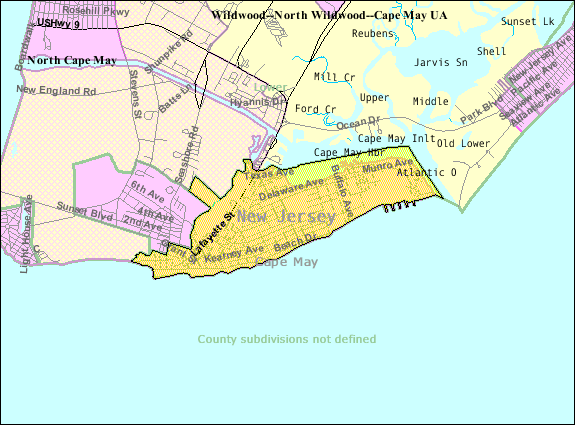
Mapa de Cape May

Aquesta població va rebre el seu nom l'any 1620 per part del capità neerlandès Cornelius Jacobsen Mey el qual explorà i cartografià la zona entre 1611–1614, i la va reclamar per als Nous Països Baixos. Més tard s'hi van assentar colons anglesos provinent de la colònia de New Haven. La localitat es va incorporar com a borough el 1848, i decidí elevar el seu estatus a ciutat el 1857.

## Clima
Segons la classificació de Köppen, Cape May té un clima subtropical humit (Cfa), típic de la costa de Nova Jersey (del qual és el punt més al sud) amb estius càlids (mitjana de 19,5 °C) i humits i hiverns frescos (mitjana de gener d'1,7 °C). La precipitació mitjana anual és de 1.057 litres, força uniforme al llarg de l'any.